# Waynesville (Karolina Północna)
Waynesville – miasto w Stanach Zjednoczonych, w stanie Karolina Północna, siedziba administracyjna hrabstwa Haywood.